# Gorgonin

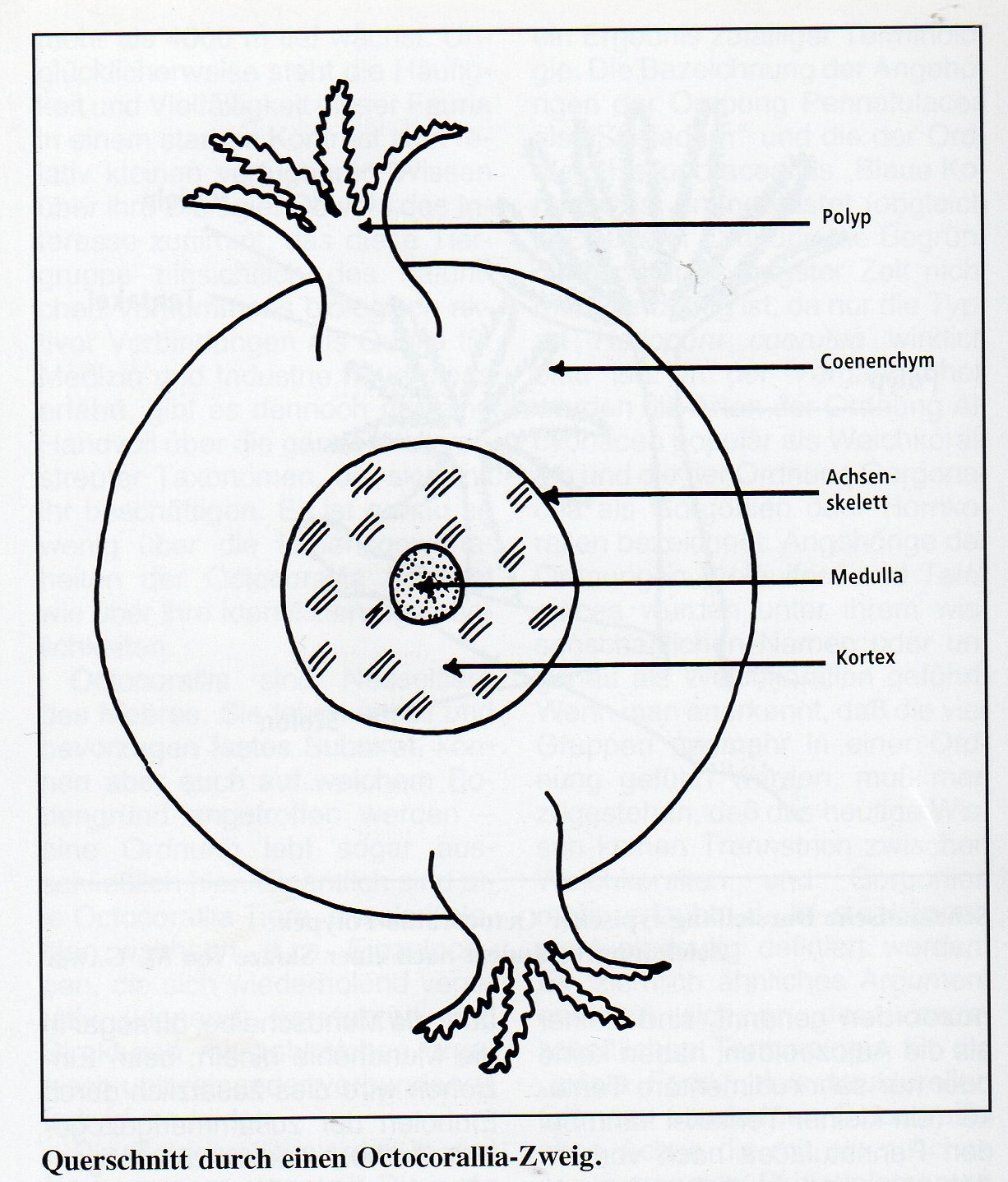

Gorgonin, auch Pennatulin genannt, ist ein hornartiges Skleroprotein mit geringem Schwefelgehalt. Es ähnelt der organischen Skelettsubstanz der Schwarzen Korallen (Antipatharia). Es wird von einigen Gruppen von Octocorallia ausgeschieden, um damit das Skelett aufzubauen bzw. zu stabilisieren.

## Gorgonin als Teil des Skeletts
Einige Octocorallia haben neben den freien kalkigen Skleriten im Coenenchym noch axiale Strukturen, die sie grundsätzlich auf eine der beiden nachfolgenden Weisen produzieren.
Bei Arten der Unterordnung Scleraxonia werden Sklerite durch Gorgonin und/oder Kalkeinlagerungen in verschiedenen Schritten vereinigt und bilden eine Medulla.
Bei anderen Taxa der Unterordnung Holaxonia besteht die Achse aus einem hornigen Mittelstab (Gorgonin), der oft verkalkt und sich manchmal in kalkigen Sektionen ablöst. Der erstgenannte Prozess erzeugt eine lebenswichtige innere Struktur (sie ist ein Produkt der Zellen des Coenenchyms), die oft stark von dünnen Kanälen, die Solenia genannt werden, durchdrungen ist. Mit der zweiten Methode wird eine vergleichbare, jedoch nicht identische Struktur erzeugt, die außerhalb des Coenenchyms abgelagert wird und nie von Solenia durchdrungen ist.
Eine Familie, die Keroeididae, enthält Arten mit einer Achse, die Charakteristika beider genannten Methoden der Skelettbildung besitzt. Die Arten haben im Zentrum eine eiweißhaltige (holaxonale) Medulla. Die Medulla ist von Skleriten, die in einer Gorgoninschicht entsprechend der scleraxonalen Methode eingelagert sind, eingebettet.